# Tramwaje w Orleanie
Tramwaje w Orleanie – sieć tramwajowa w mieście Orlean w departamencie Loiret we Francji, po raz pierwszy zbudowana w 1877, a zlikwidowana w 1938. Odbudowę rozpoczęto w roku 2000. Sieć składa się z dwóch linii: A (otwartej w 2000 r.) oraz B (oddana do użytku w roku 2012).

## Historia
Pierwszą linię w Orleanie, liczącym wówczas 50 tys. mieszkańców, oddano do użytku w r. 1878, a elektryfikację przeprowadzono w r. 1899. W okresie największego rozwoju sieć liczyła cztery linie miejskie oraz dwie podmiejskie o trakcji parowej. Komunikację tramwajową zlikwidowano w r. 1938, zastępując ją autobusową. 

## Obecna sieć
Pierwszy projekt odbudowy sieci tramwajowej w Orleanie powstał w roku 1990; w 1998 ogłoszono budowę pierwszej linii, a pierwsze tory ułożono w styczniu 1999. Torowisko budowano równolegle w kilku punktach miasta. W 2000 roku wybudowano zajezdnię o powierzchni 5000 m² oraz stację serwisową. Linię zainaugurowano 20 grudnia 2000 roku w obecności premiera Lionela Jospina. W momencie otwarcia Orlean był najmniejszą miejscowością posiadającą linię tramwajową. Linia nosi numer A. Obecnie powstaje linia B o długości 12 km.

### Linia A
Prowadzi z północy na południe miasta, z dworca Fleury-les-Aubrais do Orléans-la-Source, przejeżdżając przez centrum miasta. Linię obsługują 22 jednostki, przystosowane do przewozu rowerów oraz osób niepełnosprawnych. Linia jest skomunikowana z sześcioma parkingami park&ride.

### Linia B
Decyzja o jej budowie zapadła w roku 2005. Będzie liczyła 12 km i połączy Saint-Jean-de-Braye, Orlean, Saint-Jean-de-la-Ruelle i Chapelle-Saint-Mesmin. Linia będzie zasilana z poziomu ziemi.